# Сотир Браянов
Сотир Браянов е български общественик и революционер, деец на Вътрешната македоно-одринска революционна организация и на Македонската патриотична организация.

## Биография
Сотир Браянов е роден през 1884 година в леринското село Буф, тогава в Османската империя, днес Акритас, Гърция. През 1902 година се присъединява към ВМОРО и участва в контрабанден канал по пренос на оръжие от Гърция. Заловен е от турските власти край Забърдени и след това е пратен в затвор, от който бяга и минава в нелегалност. Участва в Илинденско-Преображенското въстание от 1903 година като заедно с други четници на Георги Папанчев и Никола Которски се включва в четите на Тане Стойчев и Леко Джорлев. В едно от сраженията при Дреново е заловен и пратен повторно в затвор, но пак бяга и остава нелегален в Леринско. През 1908 година емигрира в Канада, но преди обявяването на Балканската война през 1912 година заминава за България, където се включва в партизански отряд на Македоно-одринското опълчение.
През 1914 година емигрира в САЩ, първо в Джексън, Мичигън, а след 1922 година се установява в Детройт, Мичигън. Заедно със зет си Димитър Сотиров от Връбник отварят голяма хлебопекарна и са активни членове на МПО „Татковина“ и на българската църковна община в Детройт. Сотир Браянов умира през 1943 година.